# Sanctuaire Sainte-Lucie de Micoud
Pour les articles homonymes, voir église Sainte-Lucie.
Le sanctuaire Sainte-Lucie est une église située à Micoud dans le district homonyme de l’État insulaire de Sainte-Lucie, que l’Église catholique rattache à l’archidiocèse de Castries en tant qu’église paroissiale. Il est dédié à Lucie de Syracuse, patronne de l’île.
L’église est régulièrement désignée comme un « sanctuaire national »,, mais rien ne montre que la Conférence épiscopale des Antilles, de laquelle dépend l’archidiocèse, ne la reconnaisse effectivement comme un sanctuaire national dans le sens du droit canonique.